# Garzau-Garzin
Garzau-Garzin ist eine amtsangehörige Gemeinde im Landkreis Märkisch-Oderland in Brandenburg.

## Geografie
Die Gemeinde liegt im Naturpark Märkische Schweiz in einer eiszeitlichen Erosionsrinne. Die Westgrenze verläuft durch das Niedermoorgebiet Rotes Luch, das die Nordsee-Ostsee-Wasserscheide bildet und das durch den Stobber zur Ostsee und durch den Stobberbach zur Nordsee entwässert wird. Durch die Gemeinde, unter anderem durch den Schlosspark Garzin, strömt das Lichtenower Mühlenfließ (auch Zinndorfer Mühlenfließ, Zinndorfer Fließ, oder Garzower Mühlenfließ), das in einer Nebenrinne eine Seenkette mit dem Langen See bei Garzin durchfließt.

## Gemeindegliederung
Die Gemeinde besteht aus den Ortsteilen Garzau und Garzin, den bewohnten Gemeindeteilen Bergschäferei und Liebenhof sowie dem Wohnplatz Anitz.

## Geschichte
Wie der Burgwall Garzin zeigt, war die Region der heutigen Dörfer bereits spätestens zur slawischen Zeit im 8./10. Jahrhundert besiedelt. In der Deutschen Ostsiedlung wurde das ursprüngliche Angerdorf Garzau erstmals urkundlich im Jahr 1247 als Grenzort im Besitz des Klosters Zinna auf dem Barnim erwähnt. Die Ersterwähnung des Straßenangerdorfs Garzin erfolgte 1309 im Namen des Strausberger Konsuls Johanne de Garzin. Beide Dörfer waren im 14. und 15. Jahrhundert im Besitz des Adelsgeschlechts Wulkow, anschließend im Besitz derer von Pfuel. Schon 1724 ist die Familie des Grafen von Flemming als Besitzer nachgewiesen.
Garzau gehörte seit 1817 zum Kreis Oberbarnim, Garzin zum Kreis Lebus in der Provinz Brandenburg. Beide wurden 1952 in den Kreis Strausberg im DDR-Bezirk Frankfurt (Oder) eingegliedert. Seit 1993 liegen die Orte im brandenburgischen Landkreis Märkisch-Oderland.
Die Gemeinde Garzau-Garzin entstand am 31. Dezember 2001 aus dem freiwilligen Zusammenschluss der bis dahin selbstständigen Gemeinden Garzau und Garzin.

## Bevölkerungsentwicklung
| Jahr | Garzau | Garzin |      | Jahr | Garzau-Garzin |
| ---- | ------ | ------ | ---- | ---- | ------------- |
| 1875 | 283    | 267    | 2001 | 508  |               |
| 1910 | 288    | 298    | 2005 | 519  |               |
| 1939 | 256    | 316    | 2010 | 687  |               |
| 1946 | 397    | 381    | 2015 | 716  |               |
| 1950 | 427    | 368    | 2020 | 504  |               |
| 1971 | 266    | 275    | 2021 | 479  |               |
| 1990 | 245    | 196    | 2022 | 504  |               |
| 1995 | 243    | 223    | 2023 | 495  |               |
| 2000 | 289    | 222    | 2024 | 512  |               |
|      |        |        |      |      |               |

Gebietsstand des jeweiligen Jahres, Einwohnerzahl: Stand 31. Dezember (ab 1991), ab 2011 auf Basis des Zensus 2011, ab 2022 auf Basis des Zensus 2022
Der deutliche Rückgang der Einwohnerzahl im Jahr 2016 ist auf die Räumung des Asylbewerberheims Garzau zurückzuführen.

## Politik

### Gemeindevertretung
Die Gemeindevertretung von Garzau-Garzin besteht aus acht Gemeindevertretern und dem ehrenamtlichen Bürgermeister. Die Kommunalwahl am 26. Mai 2019 führte zu folgendem Ergebnis:
| Partei / Wählergruppe                    | Stimmenanteil | Sitze |
| ---------------------------------------- | ------------- | ----- |
| Interessengemeinschaft für Garzau-Garzin | 39,1 %        | 3     |
| Freie Wählergemeinschaft Garzin          | 37,5 %        | 3     |
| Einzelbewerber Sandro Grabert            | 13,7 %        | 1     |
| Einzelbewerber Matthias Scholz           | 06,5 %        | 1     |
| CDU                                      | 03,2 %        | –     |

### Bürgermeister
- 2003–2019: Jana Hinkel (Interessengemeinschaft für Garzau-Garzin)[11]
- seit 2019: Sebastian Fröbrich (Freie Wählergemeinschaft Garzin)

Fröbrich wurde in der Bürgermeisterwahl am 26. Mai 2019 mit 52,0 % der gültigen Stimmen für eine Amtszeit von fünf Jahren gewählt. Sebastian Fröbrich wurde bei den Kommunalwahlen am 9. Juni 2024 mit 79,5 % der gültigen Stimmen erneut für weitere fünf Jahre zum Bürgermeister der Gemeinde Garzau-Garzin gewählt.

## Sehenswürdigkeiten
→ Siehe auch Liste der Baudenkmale in Garzau-Garzin
- Schloss Garzau mit Landschaftspark und Pyramide des Grafen von Schmettau: Das ursprüngliche Herrenhaus Garzau wurde 1911 bei einem Brand vernichtet und durch den Berliner Architekten Hermann Dernburg als Schloss wiederaufgebaut. Der ab 1780 von Graf Friedrich Wilhelm Carl von Schmettau angelegte Landschaftspark ist heute völlig verwildert. Graf von Schmettau ließ in dem Park 1784 die Pyramide Garzau errichten, die seit ihrem Wiederaufbau in den Jahren 2001 bis 2010 als größte Feldsteinpyramide Deutschlands gilt.
- Dorfkirche Garzau: Die denkmalgeschützte Feldsteinkirche aus dem 13. Jahrhundert befindet sich auf dem Dorfanger von Garzau. Im Innern befindet sich ein rund 100 Jahre altes Metallkreuz sowie ein Taufstein aus dem Mittelalter. Die Kirche wurde im Dreißigjährigen Krieg zerstört und 1724 wieder aufgebaut.
- Bunkeranlage des Rechenzentrums der NVA: Der Atombunker mit der Objektbezeichnung 05/206 wurde von 1972 bis 1975 vom Ministerium für Nationale Verteidigung (MfNV) als Organisations- und Rechenzentrum (ORZ) der Nationalen Volksarmee der DDR gebaut. Er kann nach Absprache besichtigt werden.
- Dorfkirche in Garzin: Die Feldsteinkirche stammt ebenso wie die Kirche in Garzau aus dem 13. Jahrhundert, wurde im Dreißigjährigen Krieg jedoch nicht zerstört. Im Innern ist ein spätgotischer Altaraufsatz aus der Zeit um 1490 mit einer Kreuzigungsgruppe und je sechs Aposteln erhalten geblieben.
- Slawischer Burgwall in Garzin

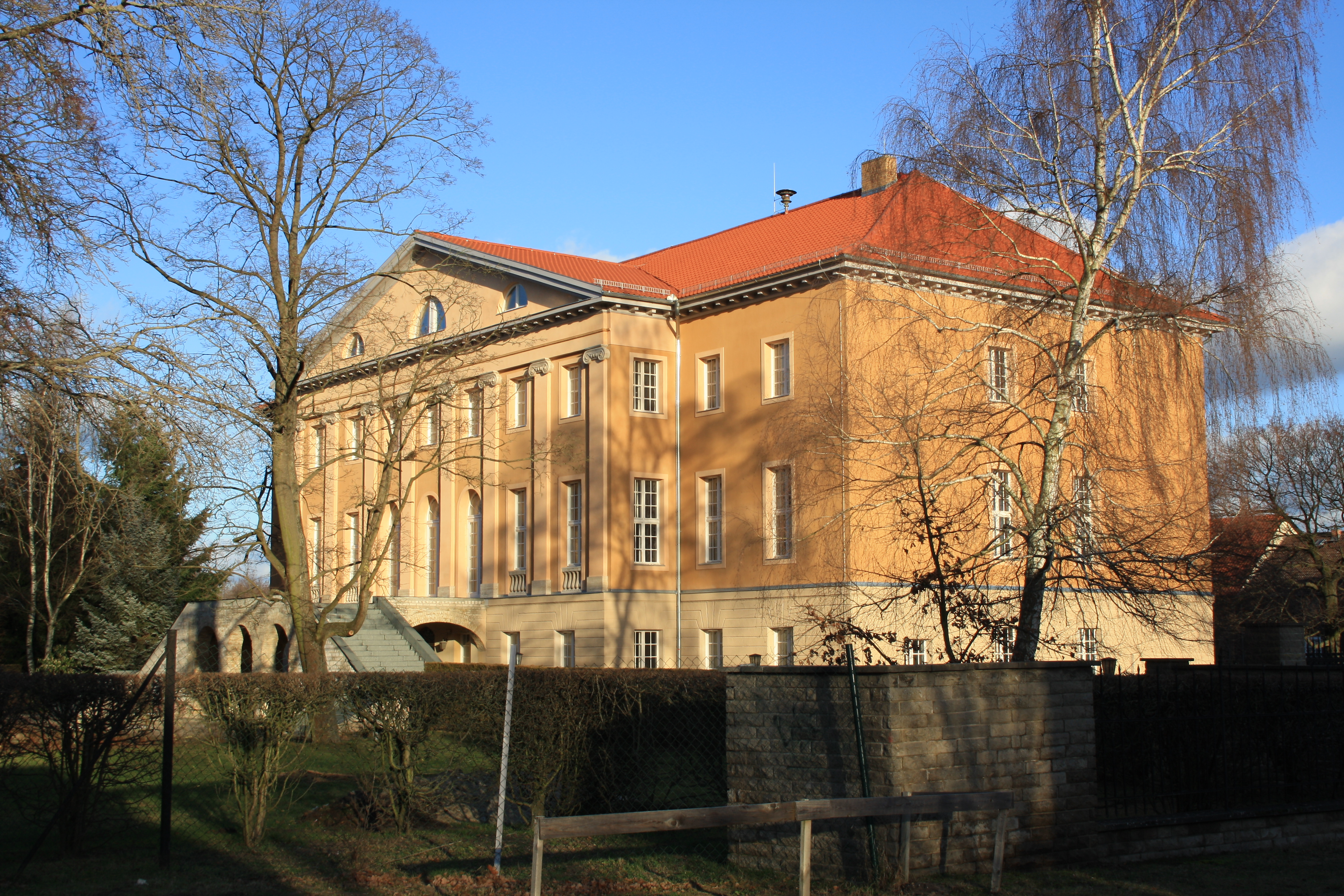
Schloss Garzau (2012)
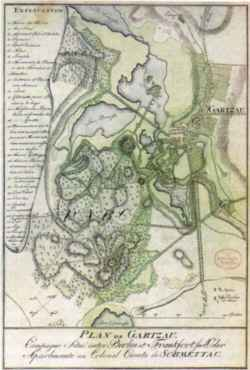
Englischer Landschaftspark des Grafen Friedrich Wilhelm Carl von Schmettau
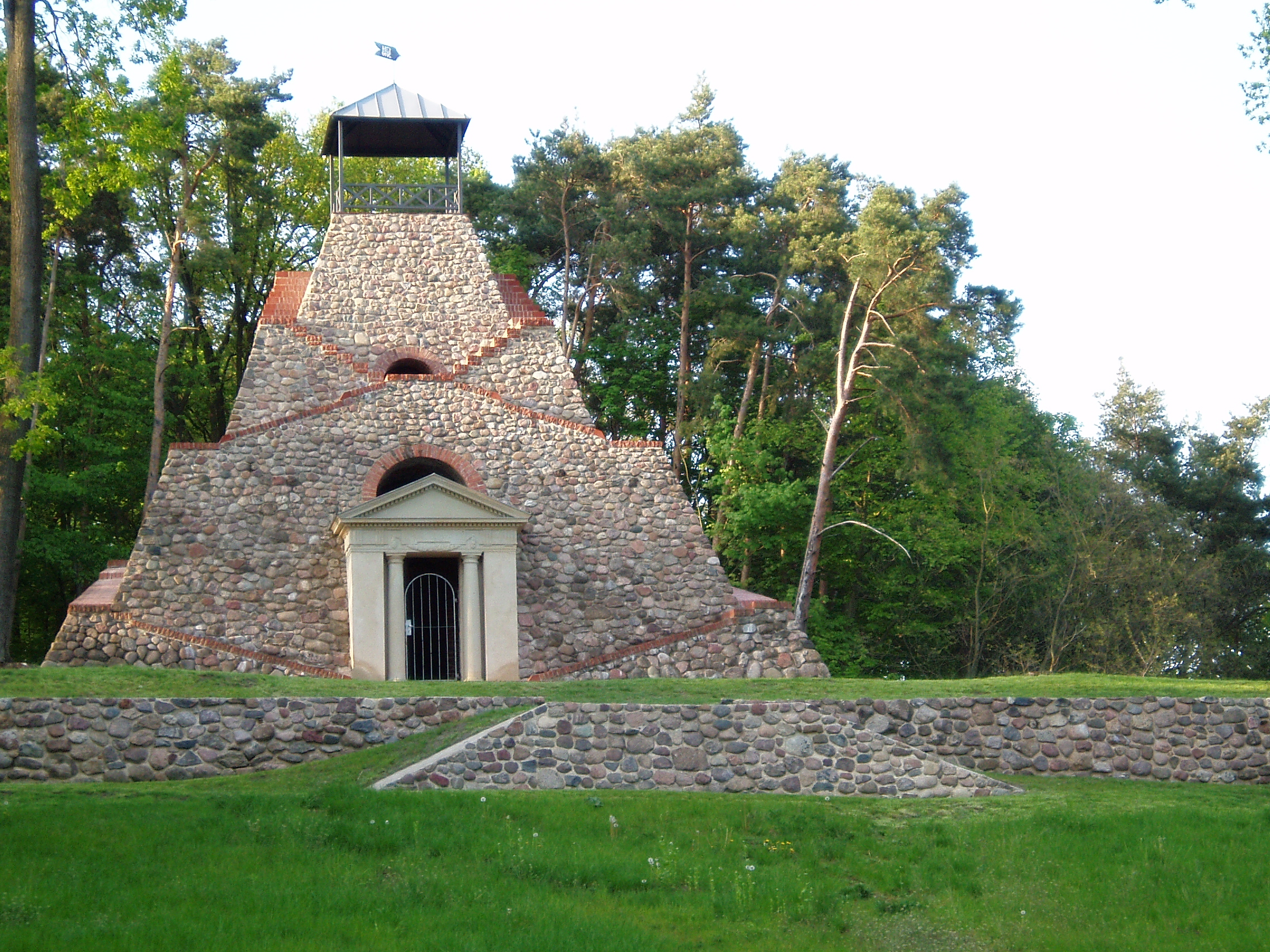
Pyramide des Grafen
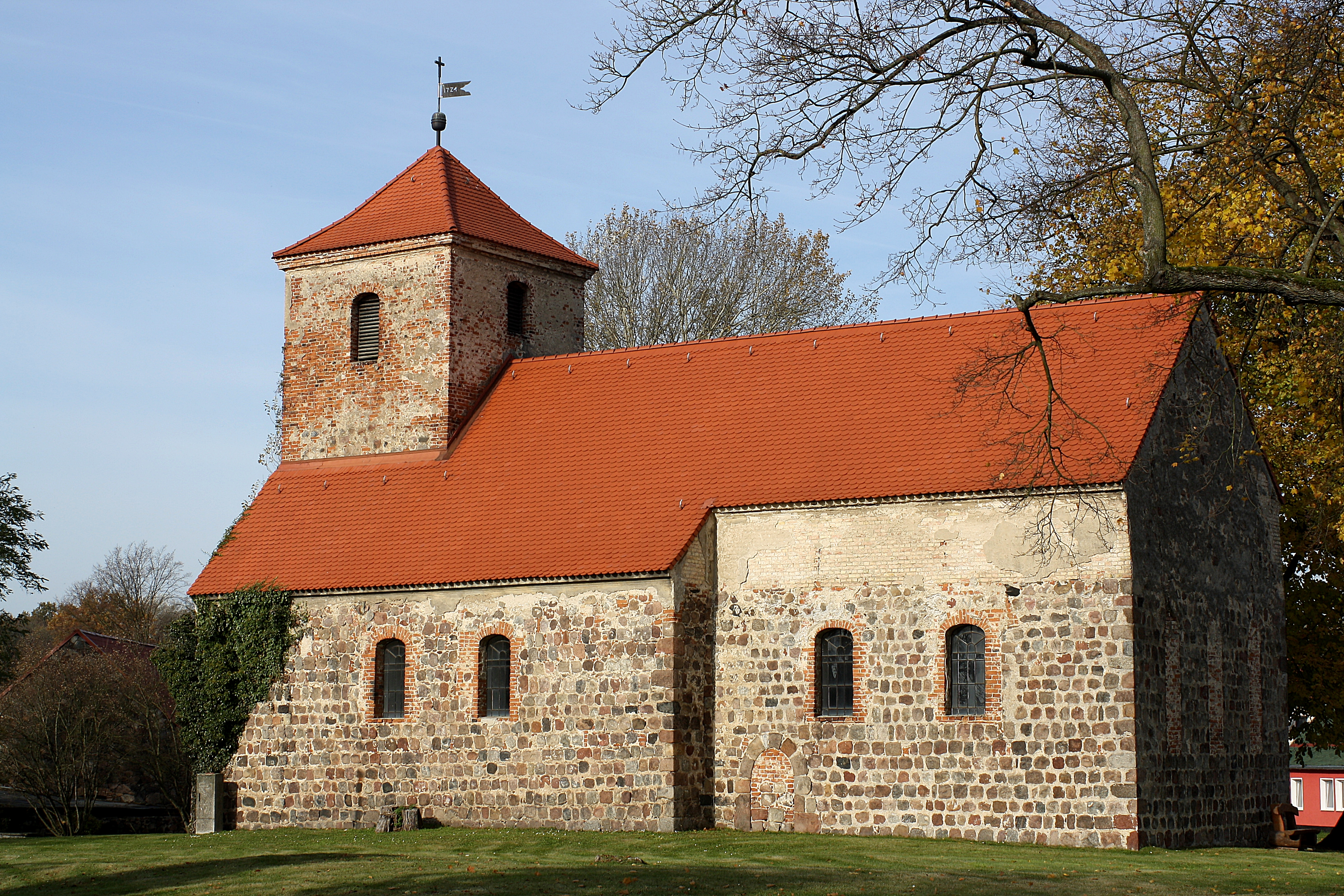
Dorfkirche Garzau
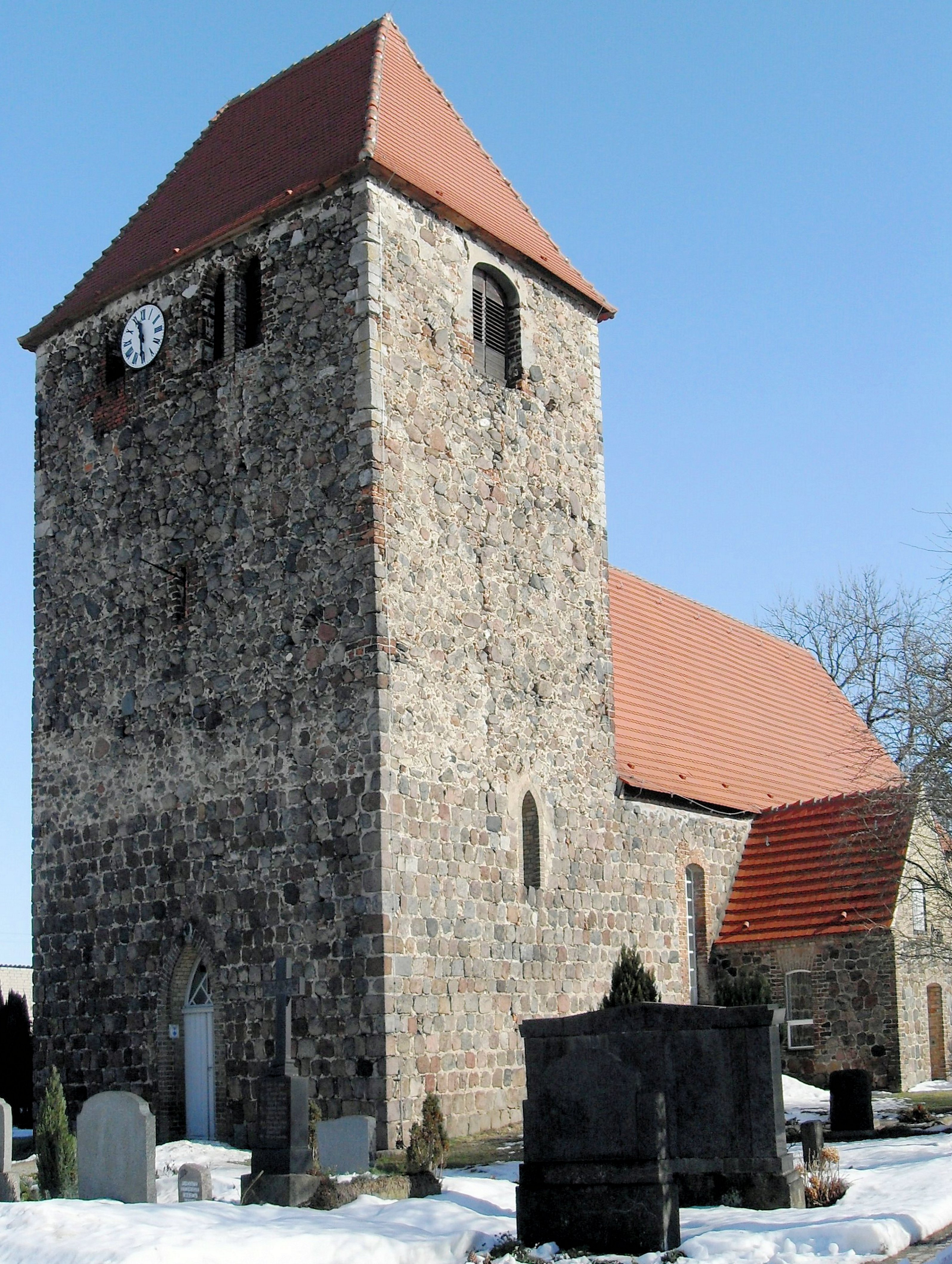
Dorfkirche Garzin

## Verkehr
Der Ortsteil Garzau liegt an der Landesstraße L 233 zwischen Strausberg und Rehfelde.

## Persönlichkeiten
- Heino von Pfuel (1550–1602), Herr auf Garzin und Fredersdorf (Zichow), Oberst im Dienst des Kurfürsten Johann Georg von Brandenburg
- Georg Adam von Pfuhl (1618–1672), kurbrandenburgischer General, in Garzin geboren
- Friedrich Wilhelm Carl Graf von Schmettau (1743–1806), königlich preußischer Generalleutnant, Topograf und Kartograf, Bauherr des Schlosses Garzau mit Landschaftspark